# Yuzu (banda)
Yuzu (ゆず?) es un dúo de pop y rock. Sus miembros son Yujin Kitagawa (北川悠仁 'Kitagawa Yujin'?) y Kōji Iwasawa (岩沢厚治 'Iwasawa Kōji'?). Los dos miembros de la banda provienen de Yokohama, en la Prefectura de Kanagawa y asistieron a la Okamura Junior High School.

## Discografía
Yuzu comenzó como un grupo de música callejera. En primer lugar el nombre de la banda era "Lights", pero a Kitagawa que no le gustaba lo cambió al nombre de "Yuzu". En ese momento, Kitagawa comía con un sorbete un yuzu por lo que el nombre de la banda fue el nombre de la fruta. (Por cierto, Iwasawa estaba comiendo helado de vainilla. Así que el nombre de la banda podría haber sido de Vainilla. A veces Iwasawa cuenta esta historia) Los fanes de Yuzu se llaman "Yuzukko".

### Sencillos
|    | Fecha de lanzamiento     | Título                                  | Japonés                      |
| 1  | 6 de marzo de 1998       | Natsuiro                                | 夏色                         |
| 2  | 18 de septiembre de 1998 | Shōnen                                  | 少年                         |
| 3  | 11 de noviembre de 1998  | Karappo                                 | からっぽ                     |
| 4  | 20 de enero de 1999      | Itsuka                                  | いつか                       |
| 5  | 17 de marzo de 1999      | Sayonara Bus                            | サヨナラバス                 |
| 6  | 18 de agosto de 1999     | Sentimental                             | センチメンタル               |
| 7  | 29 de septiembre de 1999 | Tomodachi no Uta                        | 友達の唄                     |
| 8  | 25 de noviembre de 1999  | Kokoro no Mama ni Kuzuboshi             | 心のままに くず星            |
| 9  | 31 de mayo de 2000       | Aa, Seishun no Hibi                     | 嗚呼、青春の日々             |
| 10 | 18 de octubre de 2000    | Tobenai Tori                            | 飛べない鳥                   |
| 11 | 23 de mayo de 2001       | Three Count                             | 3カウント                    |
| 12 | 13 de febrero de 2002    | Again Two                               | アゲイン2                    |
| 13 | 20 de febrero de 2002    | Koi no Kayōbi                           | 恋の歌謡日                   |
| 14 | 17 de octubre de 2002    | Mata Aeru Hi Made                       | またあえる日まで             |
| 15 | 5 de febrero de 2003     | Ao                                      | 青                           |
| 16 | 12 de febrero de 2003    | Kokyū                                   | 呼吸                         |
| 17 | 19 de febrero de 2003    | Sanban-sen Suiheisen                    | 3番線 水平線                 |
| 18 | 26 de febrero de 2003    | Sumire                                  | スミレ                       |
| 19 | 22 de octubre de 2003    | Hokōsha Yūsen Nō                        | 歩行者優先 濃                |
| 20 | 2 de junio de 2004       | Sakuragicho Shumi no Haba Yume no Chizu | 桜木町 シュミのハバ 夢の地図 |
| 21 | 22 de julio de 2004      | Eikō no Kakehashi                       | 栄光の架橋                   |
| 22 | 9 de noviembre de 2005   | Chōtokkyū Hi wa Mata Noboru             | 超特急 陽はまた昇る          |
| 23 | 7 de marzo de 2007       | Harukaze                                | 春風                         |
| 24 | 6 de febrero de 2008     | Story                                   | ストーリー                   |
| 25 | 25 de junio de 2008      | Yesterday and Tomorrow                  |                              |
| 26 | 5 de noviembre de 2008   | Shishikababū                            | シシカバブー                 |
| 27 | 22 de abril de 2009      | Aitai                                   | 逢いたい                     |
| 28 | 29 de julio de 2009      | Ichigo                                  | いちご                       |
| 29 | 2 de septiembre de 2009  | Niji                                    | 虹                           |
| 30 | 3 de febrero de 2010     | Sakurae My Life                         | 桜会 マイライフ              |
| 31 | 25 de agosto de 2010     | Jiai e no Tabiji                        | 慈愛への旅路                 |
| 32 | 1 de diciembre de 2010   | From                                    | from                         |

#### Sencillos de colaboración
| Fecha de lanzamiento    | Título                                                      | Japonés                                                      | Artista                                                |
| 29 de noviembre de 2006 | Christmas no Yakusoku                                       | クリスマスの約束                                             | Yuzuoda (Yuzu , Kazumasa Oda)                          |
| 23 de mayo de 2007      | Original Soundtrack Single Eiga 「Syaberedomo Syaberedomo」 | Original Soundtrack Single 映画「しゃべれども しゃべれども」 |                                                        |
| 11 de julio de 2007     | Music                                                       | ミュージック                                                 | Golden Circle feat. Yohito Teraoka/Yumi Matsutoya/Yuzu |
| 13 de mayo de 2009      | Two You                                                     | two友                                                        | Yuzuguren (Yuzu , Kimaguren)                           |

### Álbumes

#### Álbum Independiente
|          | Fecha de lanzamiento  | Título       | Japonés  |
| 1 (Mini) | 25 de octubre de 1997 | Yuzu no Moto | ゆずの素 |

#### ÁLbumes Originales
|          | Fecha de lanzamiento     | Título          | Japonés   |
| 1 (Mini) | 21 de febrero de 1998    | Yuzuman         | ゆずマン  |
| 2        | 23 de julio de 1998      | Yuzu Ikka       | ゆず一家  |
| 3        | 14 de octubre de 1999    | Yuzuen          | ゆずえん  |
| 4        | 1 de noviembre de 2000   | Tobira          | トビラ    |
| 5        | 6 de marzo de 2002       | Yuzu Moa        | ユズモア  |
| 6        | 19 de marzo de 2003      | Sumire          | すみれ    |
| 7        | 15 de septiembre de 2004 | 1 〜ONE〜       | 1 〜ONE〜 |
| 8        | 18 de enero de 2006      | Ribbon          | リボン    |
| 9        | 16 de enero de 2008      | Wonderful World |           |
| 10       | 7 de octubre de 2009     | Furusato        | FURUSATO  |
| 11       | 2011                     | 2 -NI-          |           |
| 12       | 2o13                     | Land            |           |

#### Compilaciones
|                             | Fecha de lanzamiento | Título                             | Japonés                            |
| "Best of" Album             | 8 de junio de 2005   | Home [1997-2000] Going [2001-2005] | Home [1997-2000] Going [2001-2005] |
| "Best of" Album (backsides) | 3 de octubre de 2007 | Yuzu no Ne 1997-2007               | ゆずのね 1997-2007                 |

### DVD
- TOBIRA TOUR 2000-2001 (6 de mayo de 2001)
- Rokkasen Kin Gin (26 de diciembre de 2001)
- Futari no Biggu (Eggu) Sho -2jikan 53fun TOKYO DOME Kanzen Nokattoban- (26 de diciembre de 2001)
- Live Films ふたり Futari (23 de enero de 2002)
- Live Films ふたり秋味 Futari Akiaji (23 de enero de 2002)
- Live Films スタジアムツアー　満員音(楽)礼～熱闘！Bomb踊り～ Sutajiamu Manin On(raku)satsu ~Netto! Bomb Odori~ (23 de enero de 2002)
- Live Films ユズモラス完全版 (agosto de 2002)
- Koi no Kayobi 恋の歌謡日 (7 de agosto de 2002)
- Rokkasen Kurenai 録歌選　紅 (22 de enero de 2003)
- Rokkasen Sumire 録歌選　菫 (21 de mayo de 2003)
- Live Films Sumire (22 de octubre de 2003)
- Live Films 夏休み子供コンサート　ゆずスマイル (octubre de 2003)
- Live Films 夢の地図 Yume no Chizu (febrero de 2005)
- Live Films 1～ONE～ (abril de 2005)
- Rokkasen 1 ~ONE~ 録歌選 1～ONE～
- Live Films GO HOME (16 de noviembre de 2005)
- 今夜君を迎えに行くよ (noviembre de 2005)
- Yuzu sumairu konsaato 2006 ~ Nihon no Uta~ ゆずスマイルコンサート2006 ～にほんのうた～(septiembre de 2006)
- Live Films リボン (4 de octubre de 2006)

### VHS
- Futari (17 de marzo de 1999)
- Rokkasen Kin (16 de febrero de 2000)
- Rokkasen Gin (16 de febrero de 2000)
- Futari Akiaji (12 de abril de 2000)
- TOBIRA TOUR 2000-2001 (4 de abril de 2001)
- Futari no Biggu (Eggu) Sho -2jikan 53fun TOKYO DOME Kanzen Nokattoban- (26 de diciembre de 2001)
- Sutajiamu Manin On(raku)satsu -Netto! Bomb Odori- (23 de enero de 2002)
- Koi no Kayobi (7 de agosto de 2002)
- Rokkasen Kurenai (22 de enero de 2003)
- Rokkasen Sumire (21 de mayo de 2003)
- Sumire (22 de octubre de 2003)